# Zhu Min
Pour les articles homonymes, voir Zhu.
Dans ce nom chinois, le nom de famille, Zhu, précède le nom personnel.
Zhu Min est un économiste et homme politique chinois né en 1952 à Shanghai. Il est conseiller spécial auprès du directeur général du Fonds monétaire international après avoir été l'ancien vice-gouverneur de la Banque populaire de Chine.

## Biographie
Il est membre du conseil d'administration du Forum économique mondial.